# The Dream (band)
The Dream (ook wel De Dream genoemd) is een voormalige Tielse psychedelische band die opgericht werd onder de naam Mother's Love.

## Geschiedenis
The Dream heeft van 1966 tot 1973 bestaan. De nummers die The Dream speelde, werden door Floris Kolvenbach geschreven. In 2007 gaven zij nog eenmaal een concert in theater de Agnietenhof te Tiel. De band speelde op grote festivals zoals het Holland Pop Festival (Kralingen), Jazz Bilzen, Pinkpop 1970 en het Betuwse Popfestival in Tiel zelf. The Dream speelde ook in Parijs en Londen. Tevens traden zij op in voorprogramma's van Pink Floyd, The Kinks en Steppenwolf.
De band maakte tijdens zijn optredens gebruik van filmprojecties en vloeistofdia's.

## Bezetting
- Rini Wikkering - gitaar
- John van Buren - keyboards
- Karel Zwart - drums
- Floris Kolvenbach - gitaar, zang
- Rob Heuff - basgitaar
- Edgar Swanenberg - basgitaar (vanaf 1969)

## Discografie
Onder de naam Mother's Love:
- Raise the sails / Saint without glory (single)
- Highway to heaven / Lady from the ballroom (single)
- Take One (lp)

Onder de naam The Dream:
- The doting king / Expert jump out (single)
- Rebellion / The monarchy (single)
- Can you hear me howlin' / Still alive (single)